# Natação no Campeonato Europeu de Esportes Aquáticos de 2018 - 200 m borboleta feminino
A prova dos 200 metros borboleta feminino da natação no Campeonato Europeu de Esportes Aquáticos de 2018 ocorreu nos dias 5 e 6 de agosto no Tollcross International Swimming Centre, em Glasgow no Reino Unido. 

## Calendário
| Fase          | Data        | Hora  |
| ------------- | ----------- | ----- |
| Eliminatórias | 5 de agosto | 09:44 |
| Semifinal     | 5 de agosto | 17:39 |
| Final         | 6 de agosto | 17:10 |

Todos os horários estão no horário local (UTC+0)

## Recordes
Antes desta competição, os recordes eram os seguintes:
|                       | Nadadora        | Tempo   | Local  | Data                  |
| --------------------- | --------------- | ------- | ------ | --------------------- |
| Recorde mundial       | Liu Zige        | 2:01.81 | Jinan  | 20 de outubro de 2009 |
| Recorde europeu       | Katinka Hosszú  | 2:04.27 | Roma   | 29 de julho de 2009   |
| Recorde do campeonato | Mireia Belmonte | 2:04.79 | Berlim | 24 de agosto de 2014  |

## Medalhistas
| Ouro                 | Prata                   | Bronze            |
| Boglárka Kapás (HUN) | Svetlana Chimrova (RUS) | Alys Thomas (GBR) |

## Resultados

### Eliminatórias
Esses foram os resultados das eliminatórias. 
| Pos. | Bateria | Raia | Nadadora              | Nacionalidade        | Tempo   | Notas            |
| ---- | ------- | ---- | --------------------- | -------------------- | ------- | ---------------- |
| 1    | 2       | 4    | Alys Thomas           | Reino Unido          | 2:07.86 | Q                |
| 2    | 3       | 4    | Franziska Hentke      | Alemanha             | 2:08.93 | Q                |
| 3    | 3       | 5    | Liliána Szilágyi      | Hungria              | 2:09.02 | Q                |
| 4    | 2       | 5    | Boglárka Kapás        | Hungria              | 2:09.29 | Q                |
| 5    | 1       | 6    | Zsuzsanna Jakabos     | Hungria              | 2:09.46 |                  |
| 6    | 1       | 4    | Svetlana Chimrova     | Rússia               | 2:10.08 | Q                |
| 6    | 2       | 3    | Alessia Polieri       | Itália               | 2:10.08 | Q                |
| 6    | 3       | 3    | Ana Catarina Monteiro | Portugal             | 2:10.08 | Q                |
| 9    | 2       | 6    | Ilaria Cusinato       | Itália               | 2:10.34 | Q                |
| 10   | 3       | 6    | Ilaria Bianchi        | Itália               | 2:10.43 |                  |
| 11   | 3       | 2    | Nida Eliz Üstündağ    | Turquia              | 2:10.69 | Q                |
| 12   | 1       | 5    | Emily Large           | Reino Unido          | 2:11.07 | Q                |
| 13   | 1       | 3    | Charlotte Atkinson    | Reino Unido          | 2:11.28 |                  |
| 14   | 1       | 1    | Helena Bach           | Dinamarca            | 2:12.32 | Q                |
| 15   | 1       | 2    | Barbora Závadová      | Chéquia              | 2:12.61 | Q                |
| 16   | 3       | 7    | Zehra-Duru Bilgin     | Turquia              | 2:14.18 | Q                |
| 17   | 2       | 1    | Anja Crevar           | Sérvia               | 2:14.40 | Q                |
| 18   | 3       | 1    | Emilie Løvberg        | Noruega              | 2:14.54 | Q                |
| 19   | 1       | 7    | Anna Ntountounaki     | Grécia               | 2:14.67 | Q                |
| 20   | 2       | 8    | Amina Kajtaz          | Bósnia e Herzegovina | 2:14.85 | Recorde nacional |
| 21   | 2       | 7    | İmge Kitabevi         | Turquia              | 2:16.45 |                  |
| 22   | 1       | 8    | Alsu Bayramova        | Azerbaijão           | 2:19.14 |                  |
| 23   | 3       | 8    | Gerda Pak             | Estónia              | 2:21.10 |                  |
| 24   | 3       | 0    | Beatrice Felici       | San Marino           | 2:27.90 |                  |
| —    | 2       | 2    | Claudia Hufnagl       | Áustria              | DNS     | DNS              |

### Semifinal
Esses foram os resultados das semifinais. 
Semifinal 1
| Pos. | Raia | Nadadora              | Nacionalidade | Tempo   | Notas |
| ---- | ---- | --------------------- | ------------- | ------- | ----- |
| 1    | 4    | Franziska Hentke      | Alemanha      | 2:07.55 | Q     |
| 2    | 5    | Boglárka Kapás        | Hungria       | 2:07.75 | Q     |
| 3    | 6    | Ilaria Cusinato       | Itália        | 2:08.84 | Q     |
| 4    | 3    | Ana Catarina Monteiro | Portugal      | 2:08.96 | Q     |
| 5    | 2    | Emily Large           | Reino Unido   | 2:11.25 |       |
| 6    | 7    | Barbora Závadová      | Chéquia       | 2:11.65 |       |
| 7    | 1    | Anja Crevar           | Sérvia        | 2:13.50 |       |
| 8    | 8    | Anna Ntountounaki     | Grécia        | 2:16.79 |       |

Semifinal 2
| Pos. | Raia | Nadadora           | Nacionalidade | Tempo   | Notas |
| ---- | ---- | ------------------ | ------------- | ------- | ----- |
| 1    | 4    | Alys Thomas        | Reino Unido   | 2:07.64 | Q     |
| 2    | 6    | Svetlana Chimrova  | Rússia        | 2:08.57 | Q     |
| 3    | 5    | Liliána Szilágyi   | Hungria       | 2:08.70 | Q     |
| 4    | 3    | Alessia Polieri    | Itália        | 2:08.77 | Q     |
| 5    | 2    | Nida Eliz Üstündağ | Turquia       | 2:09.69 |       |
| 6    | 7    | Helena Bach        | Dinamarca     | 2:13.14 |       |
| 7    | 8    | Emilie Løvberg     | Noruega       | 2:15.50 |       |
| 8    | 1    | Zehra-Duru Bilgin  | Turquia       | 2:17.96 |       |

### Final
Esse foi o resultado da final. 
| Pos.              | Raia | Nadadora              | Nacionalidade | Tempo   | Notas            |
| ----------------- | ---- | --------------------- | ------------- | ------- | ---------------- |
| Medalha de ouro   | 3    | Boglárka Kapás        | Hungria       | 2:07.13 |                  |
| Medalha de prata  | 6    | Svetlana Chimrova     | Rússia        | 2:07.33 | Recorde nacional |
| Medalha de bronze | 5    | Alys Thomas           | Reino Unido   | 2:07.42 |                  |
| 4                 | 4    | Franziska Hentke      | Alemanha      | 2:07.75 |                  |
| 5                 | 8    | Ana Catarina Monteiro | Portugal      | 2:08.03 |                  |
| 6                 | 2    | Liliána Szilágyi      | Hungria       | 2:08.69 |                  |
| 7                 | 1    | Ilaria Cusinato       | Itália        | 2:08.91 |                  |
| 8                 | 7    | Alessia Polieri       | Itália        | 2:09.25 |                  |

Legenda
| Recorde mundial       | Recorde mundial (World record)               |                       | Recorde africano                      | Recorde africano (African) |                                           | Q | Classificado por posição (Qualified) |
| Recorde do campeonato | Recorde do campeonato (Championship record)  | Recorde da América    | Recorde da América (Americas)         | q                          | Classificado por melhor tempo (Qualified) |   |                                      |
| Melhor marca do ano   | Melhor marca do ano (World leading)          | Recorde asiático      | Recorde asiático (Asian)              | DNS                        | Não largou (Did not start)                |   |                                      |
| Recorde nacional      | Recorde nacional (National record)           | Recorde europeu       | Recorde europeu (European)            | DNF                        | Não terminou (Did not finish)             |   |                                      |
| Recorde pessoal       | Recorde pessoal do atleta (Personal best)    | Recorde da Oceania    | Recorde da Oceania (Oceania)          | DSQ / DQ                   | Desclassificado (Disqualified)            |   |                                      |
| Recorde da temporada  | Recorde da temporada do atleta (Season best) | Recorde sul-americano | Recorde sul-americano (South America) | NM                         | Sem marca (No mark)                       |   |                                      |